# Chadwick, Western Australia
Chadwick är en del av en befolkad plats i Australien. Den ligger i kommunen Esperance Shire och delstaten Western Australia, omkring 600 kilometer öster om delstatshuvudstaden Perth. Antalet invånare är 165. Den ligger vid sjön Lake Warden.
Trakten är glest befolkad. Närmaste större samhälle är Esperance, nära Chadwick. 
Runt Chadwick är det i huvudsak tätbebyggt. Genomsnittlig årsnederbörd är 649 millimeter. Den regnigaste månaden är juli, med i genomsnitt 85 mm nederbörd, och den torraste är februari, med 14 mm nederbörd.